# 與田祐希
与田祐希（日语：／ Yoda Yūki */?，2000年5月5日—）是日本女藝人，為女子偶像團體乃木坂46前成員，福岡縣福岡市出身，現所屬經紀公司為乃木坂46合同會社。同時是時尚雜誌《MAQUIA》和《bis》常規模特兒。2016年以乃木坂46三期生身分出道。2025年2月23日自乃木坂46畢業。畢業後以演員為重心。

## 經歷
2000年5月5日，與田出生於福岡縣福岡市東區。「祐希」這個名字是取父親與母親的名字組合而來。
前往东京從事演藝生涯前，生活於福岡市近郊的志賀島。小學時代，住家前面雖然有一所小學，卻就讀搭巴士車程約30分鐘的另一所小學。全校共有21名學生，同學4名，是一所自然環境豐富、每個人都像家人一樣溫暖的小學。小學時相當活潑，常到海裡捉魚、到山中爬樹和比賽抓蚯蚓等。後來，因受到前輩邀請，而學習了四年舞蹈。
中學時就讀本地的初中，並加入了網球社，但到初中二年級時退出。由於社團內只有女生，當和朋友們一起唱歌跳舞時受到社團朋友的影響而對偶像產生了興趣，也開始喜歡上乃木坂46。
初中畢業時期，身邊的同學都有目標，唯獨自己無法描繪未來的樣子，因而感到煩惱。就在那時候得知乃木坂46將舉辦三期生甄選。因為本身喜歡偶像，也有想嘗試的心情，覺得如果不參加一定會後悔，便抱著試試看的心情報名了。
2016年9月4日，與田通過乃木坂46三期生徵選，徵選時演唱了日本搞笑二人組亨德森的《烤地瓜之歌》（石焼き芋の歌），在「SHOWROOM部門」審查中以編號9號於SHOWROOM頻道進行個人直播。合格發表後，於LINE LIVE《乃木坂46三期生決定特輯》進行實況直播，同時開始在乃木坂46的活動。並於出版社合作特別企劃中，獲得白夜書房《BRODY》、德間書店《OVERTURE》及東京新聞通信社《B.L.T.》三本雜誌出版社的特別獎。12月10日，於日本武道館舉行的「乃木坂46三期生見面會」中首次公開亮相，並於表演《赤腳Summer》一曲時，擔任Center（中央成員）。12月19日，乃木坂46三期生部落格開設。以每日1名成員的方式輪流撰寫，與田於12月30日開始，每隔12天撰寫一篇部落格。
2017年2月2日至12日，在15場的三期生公演《3人的主角》中，與田共出演了3個角色。5月9日至14日，舉行的8場三期生首次演唱會「乃木坂46三期生單獨LIVE」中，負責擔任多首歌曲的Center。7月10日播出的《乃木坂工事中》中，獲宣布成為乃木坂46第18張單曲《蜃景》的選拔成員，並與大園桃子共同擔任此單曲的雙Center（中心成員）。8月11日，於仙台仙台XEBIO競技場舉行的全國巡演中，宣布首本個人寫真集預定於11月28日發售（之後發售日延至12月26日），並同時開始了拍攝工作，也是第一位發行寫真集的三期生。11月22日，宣布將於東京電視台播出的周四電視劇《路人超能100》中，飾演主角影山茂夫（モブ）的青梅竹馬高嶺蕾（高嶺ツボミ）。12月26日，發行個人第一本寫真集《日向的溫度》，於新加坡拍攝，以3.7萬本銷量取得Oricon公信榜書籍週榜寫真集部門的第一位，累計發行量達11.5萬本。2018年Oricon公信榜上半期書籍年榜的寫真集部門為第7位，同年書籍年榜的寫真集部門則為第10位，累計銷量為6.6萬本。
2018年2月22日，與田的個人官方部落格於乃木坂46官方網站正式開通。
2019年3月，從高中畢業。5月23日，成為彩妝雜誌《MAQUIA》和時尚雜誌《bis》的常規模特兒。
2020年3月4日，獲得第6屆日本封面女郎大賞的「娛樂部門」大賞。3月10日，發行第二本個人寫真集《無口的時間》，於義大利西西里島和米蘭拍攝，首週以13萬的銷量，成為歷代女性個人寫真集首週銷量的第二位。同年Oricon公信榜書籍年榜寫真集部門為第3位，累計發行量達22萬本。11月30日，第二本寫真集Instagram帳號轉為個人使用。
2021年3月4日，在第7屆日本封面女郎大賞中，連續第二年獲得「娛樂部門」大賞。
2022年5月10日，宣布出演將於6月30日的播出電視劇《量產型璃子～女子的塑膠模型人生組裝記～》，也是首次擔任電視劇主演。6月，在《日經娛樂！》的「藝人影響力排行榜2022」中，於女性偶像部門獲得第13名。
2024年4月19日，擔任大阪府池田市的「池田市袋熊應援大使」，宣傳池田市立五月山動物園內飼養的袋熊。12月15日，宣布將於隔年2月12日發售第三本個人寫真集。
2025年1月5日，於乃木坂46官方網站內的個人部落格上宣布畢業。2月3日，畢業曲《懷念之情的前方》（懐かしさの先）以數位形式發行。2月12日，發行第三本個人寫真集《YODA》，於澳大利亞凱恩斯和布里斯本拍攝，首週以8.2萬本的銷量取得Oricon公信榜書籍週榜寫真集部門的第一位，次週則以銷量1.1萬本，連續兩週獲得寫真集部門第一位，累計發行量為9.3萬本。2月22日、23日，於家鄉的瑞穗PayPay巨蛋福岡舉行畢業演唱會，正式從乃木坂46畢業，結束8年半的偶像生涯。而在畢業演唱會第二天，表演《蜃景》一曲時，跟與田共同擔任center的畢業生大園桃子驚喜回歸，兩人再次演唱了同曲。此外，與田的畢業獨唱曲《第100天》（100日目）也以數位形式在當天發行。2月28日，於乃木坂46官方網站發表最後一篇部落格。4月4日，與田位於乃木坂46內的部落格正式關閉。4月18日，開設個人官方網站和X帳號，同時並加入從乃木坂46時期就所屬的經紀公司「乃木坂46合同會社」，繼續在演藝圈活動。

## 人物
暱稱是Yoda-chan（よだちゃん）、與田醬（与田ちゃん）、Yodacchyo（よだっちょ）和Yodayoda（よだよだ）。魅力點是棕色的眼睛和聲音。家庭成員包括父親、母親和弟弟。自我介紹詞是「嬌小卻有色氣唷～」（ちっちゃいけど色気はあるとよ!）。
優點是該做事情時能好好做。缺點是做事效率很差。經常忘東忘西，專注力和記憶力都很差，常說他們 「它們都溜走了」。曾經把家中黑色的遙控器當成自己的鉛筆盒帶去學校。除此之外，第一天參加乃木坂46的訓練課程時和同期的久保史緒里一起搞錯了練習場地，回家時把鞋子忘記在練習場、也時常忘記帶練習服和鞋子、忘記蓋上寶特瓶的瓶蓋，上美容院時，曾把全部東西忘在美容院就要直接回家。方向感極差，不單單在東京，即使在道路簡單的自己家鄉也會迷路。
和AKB48成員福岡聖菜、淺井七海、佐藤妃星是高中同班同學。

### 嗜好
喜歡的食物為烤地瓜、牛雜鍋、蛋糕、豚骨拉麵、肉類、水果、可麗餅、烤雞肉串、小吃類、馬鈴薯和藍莓酸奶思慕雪。討厭的食物為牛奶和菇類。喜歡的顏色為紅色和粉紅色系。喜歡聖誕色中紅色與綠色的組合。喜歡的季節為秋季，理由是因為對冷熱調節適應差及患有花粉症。喜歡的數字為9。喜歡的歌曲為井上苑子的《夢》。喜歡的書籍為《LARME》。喜歡的電影為《在世界的中心呼喊愛情》。喜歡的流行品牌為「dazzlin」及「Supreme La. La.」。喜歡的語句為「自己感到討厭的事情 不對他人做」（自分がされて嫌なことは人にもしない）。喜歡的電視節目為《乃木坂工事中》及《MUSIC STATION》。坐雲霄飛車時會情緒高漲。

### 興趣
喜歡看電影和電視劇。因從小在動物的包圍中長大，也喜歡動物。住家中有一個後院，周圍有丘陵和草地。庭院裡養了一隻狗、一隻貓及二隻兔子等寵物。2016年12月29日，飼養了幾個月的山羊過世後，母親為了清除後院的雜草，家中飼養了一隻新的山羊。

### 特技
特技是騎單輪車、可以跟任何人融洽相處、傾聽他人及游泳。單輪車特技曾於「乃木坂46三期生見面會」中披露。小學時因學校人數少，每年運動會時大家都會一起表演騎單輪車，所以從一年級開始就練騎單輪車。到了高年級時已經會單腳騎及倒騎。運動方面，從小學時開始學騎單輪車、游泳和滑冰，初中時曾參加網球社。雖然喜歡運動，但除了單輪車和游泳外並不擅長。不擅長跳小跳步，但在見面會時披露的《女生規則》有很多小跳步，所以練習的相當辛苦。日後於《3人的主角》公演中，為了表演《窗簾圍繞》時也陷入了苦戰。
2017年8月7日播放的《乃木坂工事中》的「第18張單曲祈福企劃！」中，為了尋找象徵幸運的海龜，取得了水肺潛水的C級證照（入門級）。

### 乃木坂46
乃木坂46中仰慕的成員為生田繪梨花。乃木坂46中以之為目標的成員為生田繪梨花及西野七瀨。喜歡的乃木坂46歌曲為《光合成希望》、《羽毛的記憶》、《忘卻悲傷的方法》及《慢慢恢復中》。喜歡的乃木坂46MV為《羽毛的記憶》、《忘卻悲傷的方法》及《慢慢恢復中》。喜歡乃木坂46的地方為不論服裝、歌曲、舞蹈或前輩們都相當可愛。對於在乃木坂46工作，認為：「這裡是值得捨棄一切對於普通高中生而言最自然不過生活的世界，所以我才會想要努力去嘗試。」

## 音樂作品
- 標註「★」符號表示該首歌曲有拍攝MV。

### 單曲
乃木坂46
|      | 發行日期        | 單曲名稱              | 參與歌曲名稱           | MV | 備註                     |
| ---- | --------------- | --------------------- | ---------------------- | -- | ------------------------ |
| 17th | 2017年03月022日 | 大影響家              | 第三陣風               | ★  | 出道作品                 |
| 18th | 2017年08月09日  | 蜃景                  | 蜃景                   | ★  | 與大園桃子共同擔任Center |
| 18th | 2017年08月09日  | 蜃景                  | 女人無法獨自入眠       | ★  | 與大園桃子共同擔任Center |
| 18th | 2017年08月09日  | 蜃景                  | 漫長夏日…              |    |                          |
| 18th | 2017年08月09日  | 蜃景                  | 能盡情哭泣不是很好嗎？ |    |                          |
| 18th | 2017年08月09日  | 蜃景                  | 未來的答案             | ★  |                          |
| 19th | 2017年10月11日  | 及時行事              | 失眠症                 |    |                          |
| 19th | 2017年10月11日  | 及時行事              | 我的衝動               | ★  |                          |
| 20th | 2018年04月25日  | 同步巧合              | 同步巧合               | ★  | 十四福神                 |
| 20th | 2018年04月25日  | 同步巧合              | 心動不已               | ★  |                          |
| 20th | 2018年04月25日  | 同步巧合              | 言靈砲                 |    | 妹坂                     |
| 21st | 2018年08月08日  | 以自我為中心！        | 以自我為中心           | ★  | 十四福神                 |
| 21st | 2018年08月08日  | 以自我為中心！        | 空扉                   | ★  |                          |
| 21st | 2018年08月08日  | 以自我為中心！        | 我喜歡過你，但是…      |    |                          |
| 21st | 2018年08月08日  | 以自我為中心！        | 感覺不像自己           |    |                          |
| 21st | 2018年08月08日  | 以自我為中心！        | 如果地球是圓的         | ★  |                          |
| 22nd | 2018年11月14日  | 想繞遠路回家          | 想繞遠路回家           | ★  | 十四福神                 |
| 22nd | 2018年11月14日  | 想繞遠路回家          | 不成眠的商隊           | ★  |                          |
| 22nd | 2018年11月14日  | 想繞遠路回家          | 想知道的事             |    |                          |
| 23rd | 2019年05月29日  | Sing Out!             | Sing Out!              | ★  | 十四福神                 |
| 23rd | 2019年05月29日  | Sing Out!             | 平行線                 | ★  |                          |
| 24th | 2019年09月04日  | 黎明來臨前無須逞強    | 黎明來臨前無須逞強     | ★  | 十一福神                 |
| 24th | 2019年09月04日  | 黎明來臨前無須逞強    | 你，認識我嗎？         | ★  |                          |
| 24th | 2019年09月04日  | 黎明來臨前無須逞強    | 我的信念               |    |                          |
| 25th | 2020年03月25日  | 幸福的保护色          | 幸福的保護色           | ★  | 選拔                     |
| 25th | 2020年03月25日  | 幸福的保护色          | 再見 Stay with me      |    |                          |
| 25th | 2020年03月25日  | 幸福的保护色          | 每天都是Brand new day  | ★  |                          |
| 26th | 2021年01月27日  | 我會喜歡上自己的      | 我會喜歡上自己的       | ★  | 十二福神                 |
| 26th | 2021年01月27日  | 我會喜歡上自己的      | 有明天的理由           |    |                          |
| 26th | 2021年01月27日  | 我會喜歡上自己的      | Wilderness world       | ★  |                          |
| 27th | 2021年06月09日  | 對不起Fingers crossed | 對不起Fingers crossed  | ★  | 十二福神                 |
| 27th | 2021年06月09日  | 對不起Fingers crossed | 一切都是一場夢         | ★  | Center                   |
| 27th | 2021年06月09日  | 對不起Fingers crossed | 不受大人們的指示       |    |                          |
| 27th | 2021年06月09日  | 對不起Fingers crossed | 嘩哩嘩啦               | ★  | 與筒井彩萌合唱           |
| 28th | 2021年09月22日  | 被你罵了              | 被你罵了               | ★  | 十二福神                 |
| 28th | 2021年09月22日  | 被你罵了              | 熟悉的陌生人           |    |                          |
| 29th | 2022年03月23日  | Actually…             | Actually…              | ★  | 十福神                   |
| 29th | 2022年03月23日  | Actually…             | 過度解讀               |    |                          |
| 29th | 2022年03月23日  | Actually…             | 喜歡上了               |    |                          |
| 30th | 2022年08月31日  | 喜歡是件搖滾的事！    | 喜歡是件搖滾的事！     | ★  | 十一福神                 |
| 30th | 2022年08月31日  | 喜歡是件搖滾的事！    | 朝著我拍手的方向       | ★  |                          |
| 30th | 2022年08月31日  | 喜歡是件搖滾的事！    | 百香果的吃法           |    |                          |
| 31st | 2022年12月07日  | 不存在於此的事物      | 不存在於此的事物       | ★  | 十一福神                 |
| 31st | 2022年12月07日  | 不存在於此的事物      | 錢湯狂想曲             |    |                          |
| 32nd | 2023年03月29日  | 人們終將再度追夢      | 人們終將再度追夢       | ★  | 十一福神                 |
| 32nd | 2023年03月29日  | 人們終將再度追夢      | 我們的道別             | ★  |                          |
| 33rd | 2023年08月23日  | 獨自一人的天堂        | 獨自一人的天堂         | ★  | 十一福神                 |
| 33rd | 2023年08月23日  | 獨自一人的天堂        | 某人的肩膀             |    |                          |
| 34th | 2023年12月06日  | Monopoly              | Monopoly               | ★  | 十一福神                 |
| 34th | 2023年12月06日  | Monopoly              | 手打漢堡排             |    |                          |
| 35th | 2024年04月10日  | 機會平等              | 機會平等               | ★  | 十一福神                 |
| 36th | 2024年08月21日  | 放縱日                | 放縱日                 | ★  | 十一福神                 |
| 37th | 2024年12月11日  | 步道橋                | 步道橋                 | ★  | 十一福神                 |
| 37th | 2024年12月11日  | 步道橋                | 乃木坂饅頭             |    |                          |
| 37th | 2024年12月11日  | 步道橋                | 落雪之日再相見吧       |    |                          |
| 38th | 2025年3月26日   | 臍橙                  | 懷念之情的前方         | ★  | 畢業曲 Center            |
| 38th | 2025年3月26日   | 臍橙                  | 第100天                | ★  | 畢業獨唱曲               |

1. ↑  站位依據官方MV及演唱會正式呈現為參考依據。
2. ↑  根據單曲CD内附歌詞本，小分隊名稱。
3. ↑  單曲發行時已自乃木坂46畢業。

其他
| 發行日期                                    | 單曲名稱       | 參與歌曲名稱 | MV | 備註         |
| ------------------------------------------- | -------------- | ------------ | -- | ------------ |
| 2018年03月014日                             | Ja-Ba-Ja       | 無國境時代   | ★  | 坂道AKB      |
| 2019年03月013日                             | 回憶上心頭DAYS | 初戀之門     | ★  | 坂道AKB      |
| 2020年6月17日（日本） 2020年6月24日（海外） | 世界中的鄰居啊 | —            | ★  | 下載限定歌曲 |
| 2020年 7月 24日                             | Route 246      | —            | ★  | 下載限定歌曲 |

### 專輯
乃木坂46
|        | 發行日期       | 專輯名稱         | 參與歌曲名稱     | 備註   |
| ------ | -------------- | ---------------- | ---------------- | ------ |
| 03rd   | 2017年05月24日 | 最初的夢想       | 回憶優先         |        |
| 03rd   | 2017年05月24日 | 最初的夢想       | 指定溫度         |        |
| 04th   | 2019年04月17日 | 直到此刻化成回憶 | 毫無特色的戀愛   |        |
| 04th   | 2019年04月17日 | 直到此刻化成回憶 | 即刻〜殘美傳説〜 |        |
| 精選輯 | 2021年12月15日 | Time flies       | 最後的Tight Hug  | 主打曲 |

其他
| 發行日期      | 專輯名稱                                    | 參與歌曲名稱 | MV | 備註       |
| ------------- | ------------------------------------------- | ------------ | -- | ---------- |
| 2024年5月15日 | TM NETWORK TRIBUTE ALBUM -40th CELEBRATION- | BE TOGETHER  |    | TM NETWORK |

## 演出

### 電視劇
- 路人超能100（2018年1月19日－4月6日，東京電視台）：飾演 高嶺蕾（高嶺ツボミ）[34]
- 殘美（2019年1月24日－3月28日，日本電視台）：飾演 甲斐聖[103]
- 乃木坂電影院～STORY of 46～ 第7集「啊！精彩的小個子人生」（2020年2月5日，FOD（日语：フジテレビオンデマンド）／2020年3月4日，富士電視台）：飾演 戶田由紀（單篇主演）[104][105][注 6]
- 日本沉沒-希望的人-（2021年10月10日－12月12日，TBS電視台）：飾演 山田愛[106][107]
- 毛骨悚然撞鬼經驗 2021特別篇「校園的七不思議」（2021年10月23日，富士電視台）：飾演 飯田七海（主演）[108]
- 量產型璃子 系列（東京電視台）：飾演 小向璃子（主演）
  - 量產型璃子～女子的塑膠模型人生組裝記～（2022年7月1日－9月2日）[109][110]
  - 量產型璃子～另一人的模型女子人生組裝紀～（2023年6月30日－9月1日）[111][112]
  - 量產型璃子～最後的模型女子人生組裝記～（2024年6月28日－8月30日）[113]

### 網絡劇
- 最愛的人〜The other side of 日本沉沒〜（2021年10月10日－12月12日，Paravi）：飾演 山田愛（主演）[114]
- 心機重重、可愛動人、精明幹練～你以為我只是個可愛的人嗎？～（2025年6月11日－，BUMP）：飾演 栗原水[115]

### 電影
- 碧藍之海劇場版（2020年8月7日[注 7]，日本華納家庭娛樂）：飾演 古手川千紗（女主角）[117][118]
- OUT（2023年11月17日，KADOKAWA）：飾演 皆川千紘（女主角）[119][120]

### 電視節目
- 怪獸星探（2022年11月26日，日本電視台）- 助理[121]

### 音樂錄影帶
- Thinking Dogs（日语：Thinking Dogs）《愛並非奇蹟（日语：愛は奇跡じゃない）》（2018年3月14日，日本索尼音樂娛樂）[122][123]

### 活動
- GirlsAward
  - GirlsAward 2018 SPRING／SUMMER（2018年5月19日，幕張展覽館）[124]
  - GirlsAward 2018 AUTUMN／WINTER（2018年9月16日，幕張展覽館）[125]
  - Rakuten GirlsAward 2019 SPRING／SUMMER（2019年5月18日，幕張展覽館）[126]
  - Tokyo Virtual Runway Live by GirlsAward vol.1（2020年6月27日，ABEMA獨家直播）[127][128]
  - Rakuten GirlsAward 2022 AUTUMN／WINTER（2022年10月8日，幕張展覽館）[129]
  - Rakuten GirlsAward 2023 SPRING／SUMMER（2023年5月4日，國立代代木競技場第一體育館）[130]
  - Rakuten GirlsAward 2023 AUTUMN／WINTER（2023年9月30日，幕張展覽館）[131]
  - Rakuten GirlsAward 2024 SPRING／SUMMER（2024年5月3日，國立代代木競技場第一體育館）[132]
  - Rakuten GirlsAward 2024 AUTUMN／WINTER（2024年10月19日，幕張展覽館）[133]
  - Rakuten GirlsAward 2025 SPRING/SUMMER（2025年5月3日，國立代代木競技場第一體育館）[134]
- 東京女孩展演
  - SDGs 推進 TGC 靜岡 2019 by TOKYO GIRLS COLLECTION（2019年1月12日，Twin Messe靜岡）[135]
  - 第30回 Mynavi Tokyo Girls Collection 2020 SPRING／SUMMER（2020年2月29日，国立代代木競技場第一体育館）[136]
  - 第33回 Mynavi Tokyo Girls Collection 2021 AUTUMN／WINTER（2021年9月4日，埼玉超級競技場）[137]
  - 第34回 Mynavi Tokyo Girls Collection 2022 SPRING／SUMMER（2022年3月21日，国立代代木競技場第一体育館）[138]
  - TGC KITAKYUSHU 2022 by TOKYO GIRLS COLLECTION（2022年11月9日，西日本綜合展示場 新館）[139]
  - 第36回 Mynavi Tokyo Girls Collection 2023 SPRING／SUMMER（2023年3月4日，国立代代木競技場第一体育館）[140]
  - CREATEs presents TGC KITAKYUSHU 2023 by TOKYO GIRLS COLLECTION（2023年10月7日，西日本綜合展示場 新館）[141]
  - oomiya presents TGC WAKAYAMA 2024 by TOKYO GIRLS COLLECTION（2024年2月3日，和歌山大鯨）[142]
  - 第38回 Mynavi Tokyo Girls Collection 2024 SPRING／SUMMER（2024年3月2日，國立代代木競技場第一體育館）[143]
- 超·乃木坂明星誕生！ LIVE（2023年12月17日，國立代代木競技場第一體育館）－前輩嘉賓[144]

## 書籍

### 寫真集
- 日向的温度（日向の温度，2017年12月26日，幻冬舍）[145][146]
- 無口的時間（無口な時間，2020年3月10日，光文社）[147][148][注 8]
- YODA（ヨーダ，2025年2月12日，光文社）[149][150]

### 雜誌連載
- MAQUIA（2019年5月24日－，集英社）- 常規模特兒[6]
- bis（2019年5月24日－，光文社）- 常規模特兒[6]
  - YUUKI’S THINKING（2022年5月24日－）[151]

## 外部連結
- 與田祐希官方網站（日語）
- 与田祐希官方FC（日語）
- 乃木坂46合同會社個人介紹頁（日語）
- 與田祐希的Instagram帳戶（2020年1月22日－）（日語）
- 與田祐希及其團隊的X（前Twitter）（2025年4月18日－）（日語）

乃木坂46時期
- 乃木坂46個人介紹頁（日語）
- 与田祐希 官方部落格 - 乃木坂46官方網站（2018年2月22日－2025年4月4日）（日語）
- 與田祐希首本寫真集 特設網站 - 幻冬舍（2017年8月11日－）（日語）
- 与田 祐希（乃木坂46）的SHOWROOM專頁 （日語）
- 与田祐希1st写真集【公式】的X（前Twitter）（2017年8月11日－2018年5月5日）（日語）
- 与田祐希1st写真集《日向的溫度》【公式】的Instagram帳戶（2017年8月11日－2018年2月11日）（日語）
- 乃木坂46与田祐希3rd写真集《YODA》【公式】的X（前Twitter）（2020年1月22日－）（日語）